# Liste der Naturdenkmäler in Uetersen
Im Gebiet der Stadt Uetersen befinden sich zahlreiche Naturdenkmäler. Es handelt sich hierbei um Einzelbäume oder Baumgruppen die hinsichtlich ihres Alters oder ihrer sonstigen Erscheinung als wirkliche Besonderheiten zu werten sind.
Alle Naturdenkmäler stehen unter besonderem Schutz und werden regelmäßig gepflegt und jährlich auf Schäden untersucht. Eine Kreisverordnung zum Schutz von Bäumen als Naturdenkmale im Kreis Pinneberg vom 19. Dezember 1997 soll zudem zum Erhalt der Denkmäler beitragen.
| Lfd. Nr. | Art                       | Wissenschaftlicher Name         | Anzahl | Standort                                                       | Aufnahmegrund              |
| -------- | ------------------------- | ------------------------------- | ------ | -------------------------------------------------------------- | -------------------------- |
| 06/01    | Blutbuche                 | Fagus sylvatica f. purpurea     | 1      | B 431/Großer Wulfhagen 30                                      | Alter, Schönheit           |
| 06/02    | Doppelstämmige Stieleiche | Quercus robur                   | 1      | Denkmalstraße Am Denkmal                                       | Landeskunde                |
| 06/03    | Stieleiche                | Quercus robur                   | 1      | Parkstraße (Schulhof)                                          | Alter                      |
| 06/04    | Rotbuche                  | Fagus sylvatica                 | 1      | Feldstraße 43                                                  | Alter, Schönheit           |
| 06/05    | Rotbuche                  | Fagus sylvatica                 | 1      | Feldstraße 43                                                  | Alter, Schönheit           |
| 06/06    | Eibe                      | Taxus baccata                   | 1      | Marktstraße 34 (Hinterhof)                                     | Alter                      |
| 06/07    | Blutbuche                 | Fagus sylvatica f. purpurea     | 1      | Marktstraße 34 (Hinterhof)                                     | Alter, Schönheit           |
| 06/08    | Esche                     | Fraxinus excelsior              | 1      | Marktstraße 34 (Hinterhof)                                     | Alter, Schönheit           |
| 06/09    | Stechpalme                | Ilex aquifolium                 | 1      | Marktstraße 34 (Hinterhof)                                     | Alter, Schönheit, Eigenart |
| 06/10    | Blutbuche                 | Fagus sylvatica f. purpurea     | 1      | Mühlenstraße 16                                                | Alter, Schönheit           |
| 06/11    | Weißbuche                 | Carpinus betulus                | 1      | Seminarstraße Am Chemnitz Denkmal                              | Schönheit, Eigenart        |
| 06/12    | Bergulme                  | Ulmus glabra                    | 1      | Seminarstraße (Schulhof LMG)                                   | Seltenheit                 |
| 06/13    | Rosskastanie              | Aesculus hippocastanum          | 9      | Tornescher Weg 7                                               | Schönheit, Landeskunde     |
| 06/14    | Kastanienallee            | Aesculus hippocastanum          | 54     | Kastanienallee A. d. Klosterkoppel                             | Alter, Landeskunde         |
| 06/15    | Sommerlindenallee         | Tilia platyphyllos              | 59     | Marktstraße (Beim Kino)                                        | Landeskunde                |
| 06/16    | Rosskastanie              | Aesculus hippocastanum          | 1      | Bahnstraße 5a                                                  | Alter                      |
| 06/17    | Berg-Ahorn                | Acer pseudoplatanus             | 1      | Moltkestraße 2 (Hinterhof)                                     | Alter                      |
| 06/18    | Walnuss-Baumreihe         | Juglans regia                   | 40     | Große Twiete/ Franz-Kruckenberg-Str.                           | Seltenheit                 |
| 06/20    | Blutbuche                 | Fagus sylvatica f. purpurea     | 1      | Kloster Uetersen Klosterhof 5                                  | Alter                      |
| 06/21    | Hängeesche                | Fraxinus excelsior „Pendula“    | 1      | Kloster Beim Jungfernfriedhof                                  | Seltenheit                 |
| 06/22    | Hängeesche                | Fraxinus excelsior „Pendula“    | 1      | Kloster Uetersen Klosterhof 6                                  | Seltenheit                 |
| 06/23    | Rosskastanie              | Aesculus hippocastanum          | 3      | Kloster Uetersen Klosterhof 6/8                                | Alter, Schönheit, Eigenart |
| 06/24    | Stieleiche                | Quercus robur                   | 1      | Kloster Uetersen Ecke Klosterhof / Gustchen-Stolberg-Promenade | Alter                      |
| 06/25    | Rosskastanie              | Aesculus hippocastanum          | 1      | Kloster Uetersen Klosterhof 6 (Hintergarten)                   | Alter                      |
| 06/26    | Geschlitztblättrige Eiche | Quercus pedunculata „pectinata“ | 1      | Kloster Uetersen Klosterhof 8                                  | Seltenheit                 |

Insgesamt gibt es heute 176 schützenswerte Bäume in Uetersen, die zum Teil auch von den Anwohnern zusätzlich gepflegt werden.